# Сант-Агата-де-Готі
Сант-Агата-де-Готі, Сант-Аґата-де-Ґоті (італ. Sant'Agata de' Goti) — муніципалітет в Італії, у регіоні Кампанія,  провінція Беневенто.
Сант-Агата-де-Готі розташований на відстані близько 190 км на південний схід від Рима, 36 км на північний схід від Неаполя, 25 км на захід від Беневенто.
Населення — 11 202 особи (2014).

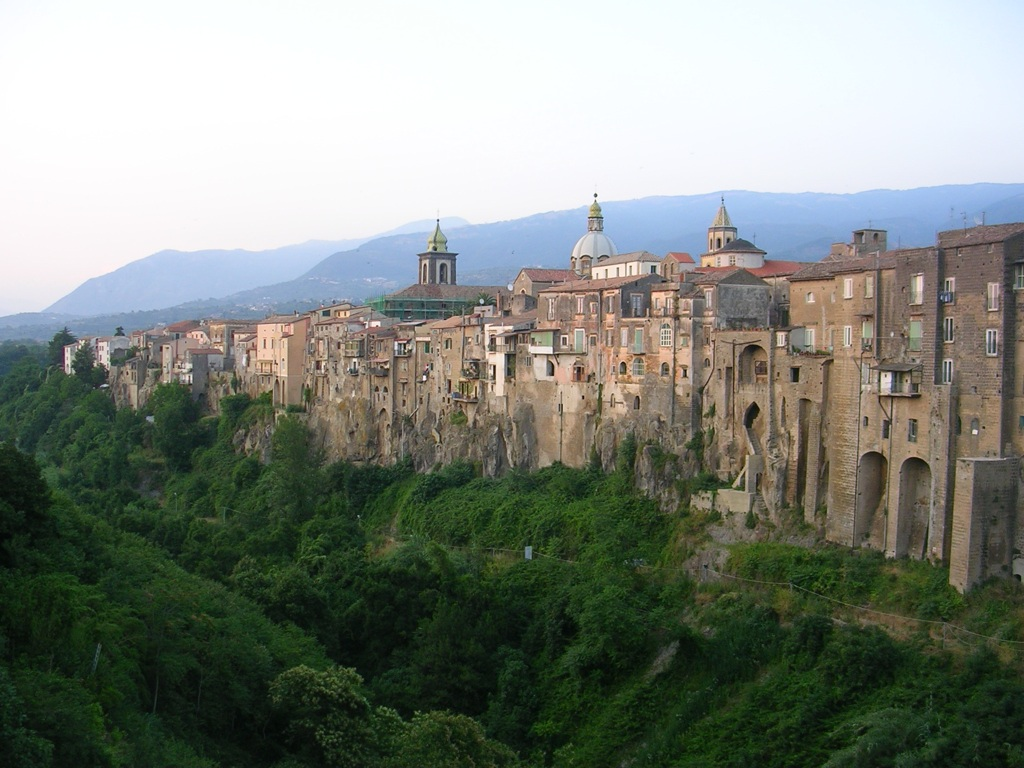

Щорічний фестиваль відбувається 1 серпня . Покровитель — Sant'Alfonso.

## Демографія
Населення за роками:

Станом на 1 січня 2023 року в муніципалітеті офіційно проживали 233 іноземці з 33 країн, серед них 60 громадян країн Євросоюзу та 38 громадян України.

## Сусідні муніципалітети
- Арієнцо
- Казерта
- Дуджента
- Дураццано
- Фрассо-Телезіно
- Ліматола
- Мояно
- Санта-Марія-а-Віко
- Токко-Каудіо
- Валле-ді-Маддалоні

## Відомі люди
- Іньяціо Абате — футболіст.